# Derbent
Derbént (in russo: Дербе́нт; in lesgo Кьвевар, Qʾvevar; in azero Dərbənd; in dargwa Чяли, Čjali) è una città della Russia meridionale, situata nella Repubblica autonoma del Daghestan. È la seconda città della repubblica per importanza ed è anche capoluogo dell'omonimo Rajon.

## Geografia fisica
Derbent sorge a pochi chilometri dal confine con l'Azerbaigian, sulla costa occidentale del Mar Caspio, alle pendici settentrionali dei monti Tabasaran.

### Clima
La città ha clima continentale con estati molto calde seguite da inverni moderatamente freddi con temperature medie poco sopra lo zero; le precipitazioni sono scarse e irregolari, mediamente non superiori a 400 mm all'anno.
| Derbent (1991-2020) Fonte:   | Mesi         | Mesi         | Mesi        | Mesi        | Mesi        | Mesi        | Mesi        | Mesi        | Mesi        | Mesi        | Mesi        | Mesi         | Stagioni | Stagioni | Stagioni | Stagioni | Anno  |
| Derbent (1991-2020) Fonte:   | Gen          | Feb          | Mar         | Apr         | Mag         | Giu         | Lug         | Ago         | Set         | Ott         | Nov         | Dic          | Inv      | Pri      | Est      | Aut      | Anno  |
| ---------------------------- | ------------ | ------------ | ----------- | ----------- | ----------- | ----------- | ----------- | ----------- | ----------- | ----------- | ----------- | ------------ | -------- | -------- | -------- | -------- | ----- |
| T. max. media (°C)           | 5,8          | 5,7          | 8,9         | 14,5        | 21,1        | 26,9        | 29,8        | 29,8        | 25,0        | 18,7        | 12,1        | 7,7          | 6,4      | 14,8     | 28,8     | 18,6     | 17,2  |
| T. media (°C)                | 3,2          | 3,0          | 5,9         | 10,8        | 17,0        | 22,7        | 25,7        | 25,7        | 21,1        | 15,3        | 9,2         | 5,1          | 3,8      | 11,2     | 24,7     | 15,2     | 13,7  |
| T. min. media (°C)           | 1,0          | 0,8          | 3,6         | 7,8         | 13,5        | 18,8        | 21,9        | 22,0        | 17,7        | 12,3        | 6,7         | 2,9          | 1,6      | 8,3      | 20,9     | 12,2     | 10,8  |
| T. max. assoluta (°C)        | 15,9 (1948)  | 20,7 (1958)  | 28,3 (2008) | 34,2 (2003) | 32,5 (2021) | 36,1 (2019) | 37,7 (2020) | 38,8 (1998) | 33,0 (2007) | 28,0 (2003) | 28,0 (1946) | 19,4 (2010)  | 20,7     | 34,2     | 38,8     | 33,0     | 38,8  |
| T. min. assoluta (°C)        | −18,9 (1972) | −19,0 (1969) | −9,1 (1963) | −3,1 (2004) | 4,1 (1952)  | 8,5 (1978)  | 12,9 (1992) | 10,7 (1983) | 5,1 (1956)  | −3,4 (1976) | −9,7 (1953) | −14,2 (1946) | −19,0    | −9,1     | 8,5      | −9,7     | −19,0 |
| Precipitazioni (mm)          | 31           | 37           | 24          | 19          | 21          | 16          | 24          | 24          | 45          | 59          | 58          | 46           | 114      | 64       | 64       | 162      | 404   |
| Giorni di pioggia            | 11,0         | 10,9         | 8,7         | 6,1         | 5,9         | 5,8         | 4,9         | 5,2         | 7,3         | 9,3         | 10,6        | 11,2         | 33,1     | 20,7     | 15,9     | 27,2     | 96,9  |
| Ore di soleggiamento mensili | 72           | 73           | 102         | 158         | 227         | 260         | 275         | 248         | 193         | 133         | 86          | 67           | 212      | 487      | 783      | 412      | 1 894 |

## Storia
La zona vide insediamenti permanenti fin dall'VIII secolo a.C., tuttavia la città attuale si può far risalire solo al V secolo ad opera dei persiani della dinastia Sasanide, che le diedero l'attuale nome persiano di Darband che significa porta chiusa. Nei pressi di Derbent si sarebbero dovute trovare anche le mitiche Porte di Alessandro. Da ciò derivò il nome che gli Arabi dettero alla città di Bāb al-Abwāb (Porta delle Porte), o Bāb al-Ḥadīd (Porta di Ferro), che le popolazioni turche circostanti tradurranno in Demirkapi.
La concessione dello status di città da parte del governo imperiale russo arrivò  solo nel 1840.
Dal 2003 la cittadella fortificata è stata inserita dall'UNESCO nella Lista dei patrimoni dell'umanità.

## Monumenti e luoghi d'interesse

### Architetture militari
- Le fortificazioni di Derbent furono costruite dall'Impero persiano sasanide come struttura difensiva contro le popolazioni nomadi ostili del nord, e continuamente restaurate e rafforzate da tutte le popolazioni che regnarono sulla zona fino all'inizio del XIX secolo, quando la sua funzione militare durò. La fortezza fu costruita sotto la direzione dello Shāhanshāh sasanide Cosroe I. Gran parte delle mura e alcune torri di guardia sono ancora in buono stato. Le mura, che arrivano fino al mare, risalgono al VI secolo, periodo della dinastia sasanide. La città possiede una cittadella ben conservata (Narin-kala), che racchiude un'area di 4,5 ettari, racchiusa da forti mura. Le attrazioni storiche includono i bagni, le cisterne, gli antichi cimiteri, il caravanserraglio, il mausoleo del Khan del XVIII secolo e diverse moschee.

### Architetture religiose
- Masjid al-jumʿa (in arabo مسجد الجمعة‎?), ossia Moschea cattedrale, è la più antica moschea della Russia e della CSI. Costruita su una basilica cristiana del VI secolo, ha una madrasa del XV secolo.
- Moschea di Bala è situata presso le porte di Orta-kapa. Nel 1796 fu distrutta durante l'assedio della città da parte del generale Zubov. Restaurata nel 1812.
- Moschea di Kyrhlyar, fu costruita nel 1626-1627 per ordine di Shah Abbas. È stata ricostruita più volte.
- Moschea-minareto è l'unica moschea della città con un minareto. La costruzione risale ai secoli XIII-XIV. Ricostruita a metà del XIX secolo.
- Chiesa armena del Santo Salvatore, costruita nel 1860. Dopo il completamento dei lavori di revisione e restauro, nel maggio 1982 vi è stato aperto un museo di belle arti (un ramo del Museo repubblicano di belle arti). Il museo è entrato a far parte della Riserva Museale dello Stato come dipartimento "Tappeti e arti e mestieri".
- Chiesa dell'Intercessione della Santa Vergine è una chiesa ortodossa. Costruita nel 1899, è stata inaugurata l'anno successivo.
- Sinagoga di Derbent, costruita nel 1914, è stata riaperta il 22 marzo 2010. È l'unica sinagoga della città.

### Architetture civili
- Faro di Derbent è il faro più meridionale della Russia.

## Società

### Evoluzione demografica
Fonte: mojgorod.ru
- 1897: 14 800
- 1939: 34 100
- 1970: 57 200
- 1989: 78 400
- 2002: 101 031
- 2006: 106 200

## Economia
Al giorno d'oggi la città di Derbent è dotata anche di un discreto apparato industriale, con stabilimenti meccanici, alimentari, tessili; inoltre, Derbent si trova lungo la ferrovia che collega Baku, capitale dell'Azerbaigian, con Rostov sul Don.